# Henk Timmer (voetballer)
Hendrik (Henk) Timmer (Hierden, 3 december 1971) is een Nederlands voormalig profvoetballer die speelde als doelman. Hij speelde voor Feyenoord, FC Zwolle, AZ, Ajax, sc Heerenveen en het Nederlands voetbalelftal. Hij is sinds 4 oktober 2012 gehuwd met ex-schaatsster Marianne Timmer.
Dit huwelijk werd voltrokken door Erica Terpstra op het Gelderse landgoed Staverden. In oktober 2019 nam het echtpaar een "tijdelijke relatiepauze", die werd gevolgd door een scheiding. Timmer is anno 2020 zaakwaarnemer, waaronder van Marcos Senesi.

## Clubvoetbal
Timmer maakte zijn debuut op 15 augustus 1990 voor PEC Zwolle in de wedstrijd tegen SC Heracles '74 (1–1). Verder kwam hij uit voor AZ, Feyenoord, Ajax, sc Heerenveen en het Nederlands voetbalelftal. In het seizoen 2003/04 was hij een van de zes spelers die in alle vierendertig competitiewedstrijden in actie kwamen, van de eerste tot en met de laatste minuut.
Op 9 februari 2009 kreeg Timmer van Feyenoord te horen dat hij niet in de plannen voorkwam van toekomstig trainer Mario Been en dat zijn aflopende contract daarom niet verlengd werd. Dit ondanks een clausule dat zijn contract automatisch verlengd zou worden, bij een bepaald aantal wedstrijden. Op 19 november 2009 meldde hij in het tv-programma Pauw & Witteman het einde van zijn voetbalcarrière. Hij keerde in maart 2010 voor korte tijd terug in het profvoetbal. SC Heerenveen deed toen een beroep op hem voor de rest van het seizoen 2009/10, vanwege blessures van de eerste drie doelmannen. Van 2010 tot 2012 was Timmer trainer bij amateurclub FC Horst uit Ermelo, destijds uitkomend in de Tweede klasse op zaterdag. Sinds 2014 is Timmer trainer van Hierden.
Timmer is een van twee Nederlandse doelmannen, die voor twee verschillende Nederlandse clubs in de UEFA Champions League hebben gespeeld. Voor zowel Feyenoord als Ajax speelde hij in die competitie, net zoals Kenneth Vermeer.
Sinds medio 2012 was hij technisch- en commercieel manager bij AGOVV Apeldoorn, totdat de club failliet ging op 8 januari 2013.

### Carrièrestatistieken
| Seizoen         | Club            | Competitie      | Competitie | Competitie | Beker | Beker | Internationaal | Internationaal | Overig | Overig | Totaal | Totaal |
| Seizoen         | Club            | Competitie      | Wed.       | Dlp.       | Wed.  | Dlp.  | Wed.           | Dlp.           | Wed.   | Dlp.   | Wed.   | Dlp.   |
| --------------- | --------------- | --------------- | ---------- | ---------- | ----- | ----- | -------------- | -------------- | ------ | ------ | ------ | ------ |
| 1989/90         | PEC Zwolle '82  | Eerste divisie  | 1          | 0          | 0     | 0     | –              | –              | –      | –      | 1      | 0      |
| 1990/91         | FC Zwolle       | Eerste divisie  | 0          | 0          | 0     | 0     | –              | –              | –      | –      | 0      | 0      |
| 1991/92         | FC Zwolle       | Eerste divisie  | 16         | 0          | 0*    | 0     | –              | –              | –      | –      | 16     | 0      |
| 1992/93         | FC Zwolle       | Eerste divisie  | 33         | 0          | 0*    | 0     | –              | –              | –      | –      | 33     | 0      |
| 1993/94         | FC Zwolle       | Eerste divisie  | 34         | 0          | 0*    | 0     | –              | –              | –      | –      | 34     | 0      |
| 1994/95         | FC Zwolle       | Eerste divisie  | 34         | 0          | 0*    | 0     | –              | –              | –      | –      | 34     | 0      |
| 1995/96         | FC Zwolle       | Eerste divisie  | 33         | 0          | 0*    | 0     | –              | –              | –      | –      | 33     | 0      |
| 1996/97         | FC Zwolle       | Eerste divisie  | 34         | 0          | 0*    | 0     | –              | –              | –      | –      | 34     | 0      |
| 1997/98         | FC Zwolle       | Eerste divisie  | 32         | 0          | 0*    | 0     | –              | –              | –      | –      | 32     | 0      |
| 1998/99         | FC Zwolle       | Eerste divisie  | 34         | 0          | 3*    | 0     | –              | –              | 5      | 0      | 37     | 0      |
| 1999/00         | FC Zwolle       | Eerste divisie  | 34         | 0          | 3*    | 0     | –              | –              | –      | –      | 37     | 0      |
| 2000/01         | AZ              | Eredivisie      | 30         | 0          | 0*    | 0     | –              | –              | –      | –      | 30     | 0      |
| 2001/02         | → Feyenoord     | Eredivisie      | 2          | 0          | 0     | 0     | 1              | 0              | –      | –      | 3      | 0      |
| 2002/03         | → Ajax          | Eredivisie      | 2          | 0          | 0     | 0     | 2              | 0              | –      | –      | 4      | 0      |
| 2003/04         | AZ              | Eredivisie      | 34         | 0          | 0*    | 0     | –              | –              | –      | –      | 34     | 0      |
| 2004/05         | AZ              | Eredivisie      | 34         | 0          | 0*    | 0     | 14             | 0              | –      | –      | 48     | 0      |
| 2005/06         | AZ              | Eredivisie      | 32         | 0          | 3     | 0     | 8              | 0              | –      | –      | 43     | 0      |
| 2006/07         | Feyenoord       | Eredivisie      | 32         | 0          | 2     | 0     | 6              | 0              | –      | –      | 40     | 0      |
| 2007/08         | Feyenoord       | Eredivisie      | 32         | 0          | 1     | 0     | –              | –              | –      | –      | 33     | 0      |
| 2008/09         | Feyenoord       | Eredivisie      | 30         | 0          | 3     | 0     | 5              | 0              | 3      | 0      | 41     | 0      |
| 2009/10         | sc Heerenveen   | Eredivisie      | 9          | 0          | 0     | 0     | –              | –              | –      | –      | 9      | 0      |
| Carrière totaal | Carrière totaal | Carrière totaal | 522        | 0          | 15    | 0     | 36             | 0              | 8      | 0      | 581    | 0      |

## Interlandcarrière

### Nederland
Voor het Nederlands elftal speelde Timmer zeven officiële interlands als doelman. Tevens behoorde Timmer tot de selectie van 23 spelers die Nederland vertegenwoordigde op het Wereldkampioenschap voetbal 2006 in Duitsland en het EK voetbal 2008 in Oostenrijk en Zwitserland.
| Interlands van Henk Timmer voor Nederland | Interlands van Henk Timmer voor Nederland | Interlands van Henk Timmer voor Nederland | Interlands van Henk Timmer voor Nederland | Interlands van Henk Timmer voor Nederland | Interlands van Henk Timmer voor Nederland |
| №                                         | Datum                                     | Wedstrijd                                 | Uitslag                                   | Soort Wedstrijd                           | Doelpunten                                |
| Als speler bij AZ                         | Als speler bij AZ                         | Als speler bij AZ                         | Als speler bij AZ                         | Als speler bij AZ                         | Als speler bij AZ                         |
| ----------------------------------------- | ----------------------------------------- | ----------------------------------------- | ----------------------------------------- | ----------------------------------------- | ----------------------------------------- |
| 1.                                        | 12 november 2005                          | Nederland – Italië                        | 1 – 3                                     | Vriendschappelijk                         | 0                                         |
| 2.                                        | 1 juni 2006                               | Nederland – Mexico                        | 2 – 1                                     | Vriendschappelijk                         | 0                                         |
| Als speler bij Feyenoord                  |                                           |                                           |                                           |                                           |                                           |
| 3.                                        | 15 november 2006                          | Nederland – Engeland                      | 1 – 1                                     | Vriendschappelijk                         | 0                                         |
| 4.                                        | 6 juni 2007                               | Thailand – Nederland                      | 1 – 3                                     | Vriendschappelijk                         | 0                                         |
| 5.                                        | 26 maart 2008                             | Oostenrijk – Nederland                    | 3 – 4                                     | Vriendschappelijk                         | 0                                         |
| 6.                                        | 6 september 2008                          | Nederland – Australië                     | 1 – 2                                     | Vriendschappelijk                         | 0                                         |
| 7.                                        | 19 november 2008                          | Nederland – Zweden                        | 3 – 1                                     | Vriendschappelijk                         | 0                                         |

## Erelijst

### MetFeyenoord
| Nationaal      |    |         |
| KNVB beker     | 1x | 2007/08 |
| Internationaal |    |         |
| UEFA Cup       | 1x | 2001/02 |

### MetAjax
| Nationaal            |    |      |
| Johan Cruijff Schaal | 1x | 2002 |
| Internationaal       |    |      |

## Trivia
- In het stadion van PEC Zwolle is de hoofdtribune naar Henk Timmer vernoemd.